# Цюй Цюбо
Цюй Цюбо́ (кит. 瞿秋白, пиньинь Qū Qiūbái; настоящее имя  Цюй Шуан (кит. трад. 瞿雙, упр. 瞿双, пиньинь Qū Shuāng); 29 января 1899 — 18 июня 1935) — китайский публицист, прозаик и литературный критик, пропагандист марксизма, общественный деятель.
Один из основателей и руководителей Коммунистической партии Китая на ранних этапах её существования. Дважды занимал пост генерального секретаря Центрального комитета Коммунистической партии Китая (с июля 1927 года по июль 1928 года и с сентября 1930 года по январь 1931 года).
В 1935 году был арестован и казнён гоминьдановцами. На родине Цюй Цюбо в г. Чанчжоу построен его мавзолей.

## Ранние годы

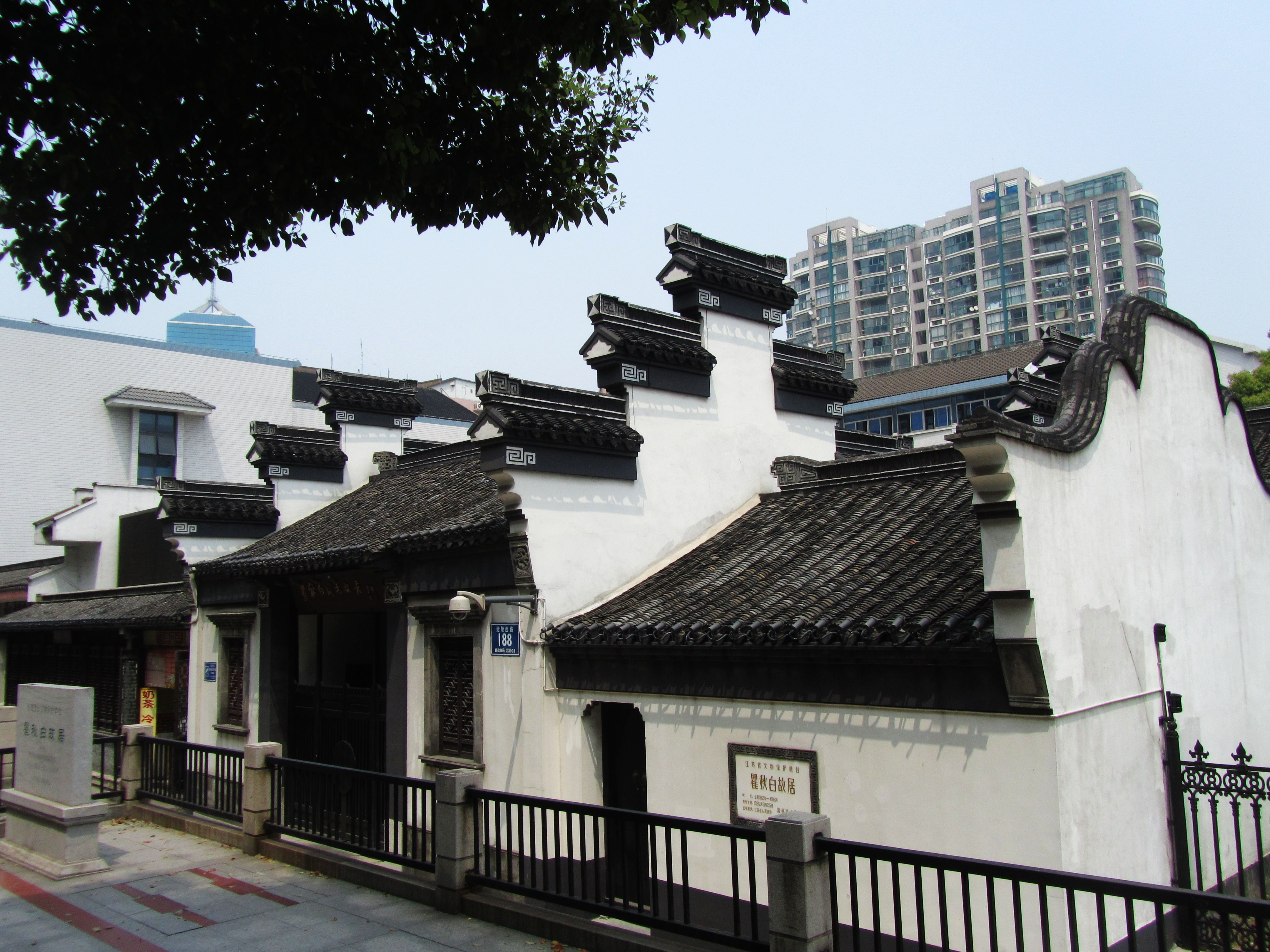
Родовое поместье семьи Цюй в Чанчжоу

Цюй Цюбо родился 29 января 1899 года в уезде Янху Чанчжоуской управы провинции Цзянсу (после Синьхайской революции уезд Янху был присоединён к уезду Уцзинь, а урбанизированная часть объединённого уезда была выделена в отдельный город Чанчжоу, поэтому в источниках часто пишут, что Цюй Цюбо родился в городе Чанчжоу). Отец Цюя — Цюй Шивэй происходил из знатного аристократического рода, который к моменту рождения Цюя пришёл в упадок. Из пяти братьев и одной сестры Цюй был старшим ребёнком в семье. Из-за материальных трудностей семья была вынуждена жить в доме дяди Цюя на попечении у родственников. Жалования, которое получал отец Цюя, работая учителем, не хватало для обеспечения большой семьи. Позднее положение семьи усугубилось пристрастием главы семейства к опиуму. В 1915 году мать Цюя — Цзинь Сюань из-за испытываемых в семье постоянных трудностей покончила жизнь самоубийством.
В 1916 году при поддержке родственников Цюй направился на обучение в Ханькоу, где поступил в Учанскую школу иностранных языков (武昌外国语学校) и изучал английский язык. Весной 1917 года Цюй едет в Пекин в надежде найти работу на государственной службе, но проваливает вступительный экзамен. Не имея достаточных средств для продолжения обучения в одном из столичных университетов, Цюй поступает в только что основанный при Министерстве иностранных дел Китая Колледж русского языка, где обучение было бесплатным. В колледже ему была выписана стипендия и гарантировано дальнейшее трудоустройство. Цюй оканчивает колледж в 1919 году и остаётся работать в нём. В это время Цюй участвует в «Движении 4 мая» и создании радикального журнала «Синь шэхуэй» (рус. Новое общество), а также в деятельности организованного Ли Дачжао в Пекине в 1920 году «Общества изучения марксизма».

## Вовлечение в деятельность КПК
В 1920 году в качестве специального корреспондента пекинской газеты «Чэньбао» (рус. Утро Китая) и шанхайского ежедневника «Шиши синьбао» (рус. Вести сегодня) уезжает работать в Москву. Цюй является одним из первых китайских журналистов, рассказавших о жизни молодой Советской России, где он стречался с В. И. Лениным и А. В. Луначарским, посетил похороны П. А. Кропоткина и дом-музей Льва Толстого в Ясной Поляне. Позднее обобщил свой опыт в книгах «Путевые записки о новой России» (1922) и «Впечатления о Красной столице» (1924). В 1922 году, находясь в России, вступил в Коммунистическую партию Китая.
В 1923 году по приглашению первого руководителя КПК Чэня Дусю возвращается в Китай и руководит пропагандистской работой КПК, работает редактором в революционных журналах «Синь циннянь» (рус. Новая юность), «Сяндао» (рус. Путеводный вестник), «Цяньфэн» (рус. Вперёд). Летом 1923 года был назначен деканом факультета социологии Шанхайского университета.
В 1924 году в результате преобразования Гоминьдана и проведения его I Всекитайского съезда Цюй становится кандидатом в члены Исполнительного комитета Гоминьдана, участвует в создании союза Гоминьдана и КПК.
На III съезде КПК избирается членом ЦК КПК. В 1927 году после отставки Чэня Дусю с поста генерального секретаря ЦК КПК Цюй избирается членом Политбюро ЦК КПК и фактически становится лидером партии, возглавив временный ЦК. В это время активно участвует в деятельности Коминтерна, участвует в VI конгрессе Коминтерна, возглавляет делегацию КПК в Исполкоме Коминтерна, становится членом его Президиума. После разрыва союза с Гоминьданом руководит подготовкой массовых акций, митингов, стачек. Апофеозом этой деятельности стало Кантонское восстание 1927 года, вспыхнувшее в Гуанчжоу в знак протеста против репрессивной политики Гоминьдана в отношении КПК.

## Отставка и литературная деятельность
В апреле 1928 года Цюй в качестве главы делегации КПК направляется в Москву, где проводит два года. В это время на первые роли в партии выдвигаются Ли Лисань и Сян Чжунфа. В 1930 году был отозван обратно в Китай. По возвращении в Шанхай Цюй подвергается критике за идеи «левацкого путчизма». В августе того же года проходит III пленум ЦК КПК на котором критикуется «оппортунистическая линия» Ли Лисаня, делаются попытки нападок на Цюя Цюбо.
7 января 1931 года состоялся IV пленум ЦК КПК, на котором Цюй Цюбо и Ли Лисань были сняты со всех руководящих постов в партии. После отставки Цюй занимается писательством, работает переводчиком в Шанхае. Вместе с Лу Синем и Мао Дунем возглавляет движение деятелей «левой культуры» (ещё в 1930 году Цюй Цюбо и Лу Синь создали Лигу левых писателей Китая).
Внёс заметный вклад в популяризацию в Китае с русской классической и советской литературой — написал статьи «О „Повестях Белкина“ Пушкина», 1920, «Русская литература до Октябрьской революции», 1927, переводил произведения А. С. Пушкина, Н. В. Гоголя, М. Ю. Лермонтова, Ф. И. Тютчева, Л. Н. Толстого, А. П. Чехова, М. Горького, А. В. Луначарского, Д. Бедного, Ф. В. Гладкова, П. А. Павленко и других.
Кроме того, перевёл на китайский язык ряд работ Карла Маркса, Фридриха Энгельса и В. И. Ленина.

## Смерть
В 1934 году конфликт с Гоминьданом достиг своего пика и оставаться в Шанхае для Цюя становилось всё более опасным. В феврале он перебирается на революционную базу в Жуйцзине, провинция Цзянси. В Жуйцзине Цюй занимает пост комиссара народного просвещения Китайского Советского правительства.
После начала «Великого похода» Цюй остаётся в Цзянси для участия в партизанском движении китайской Красной армии. 25 февраля 1935 года по пути в Гонконг был арестован гоминьдановцами в Чантине и в тюрьме подвергается пыткам.
18 июня 1935 года был казнён. До последнего своего вздоха, несмотря на пытки и унижения, не отказывался от своих политических взглядов. По пути на место казни Цюй пел «Интернационал», выкрикивал лозунги, восхваляющие Коммунистическую партию.
Во время ареста Цюй написал небольшую книгу под названием «Лишние слова» (кит. 多余的话), в которой рассказал о своём пути от литератора до революционера.

## Наследие
После смерти Цюй был возведён в ранг героев коммунистического движения Китая. В 1955 году его прах был перезахоронен на Бабаошаньском кладбище в Пекине.
Во время Культурной революции резкой критике подвергся т.н. «левацкий путчизм» Цюя, а его могила в сентябре 1967 года была осквернена хунвэйбинами. Реабилитирован в октябре 1980 года специальным решением ЦК КПК.
Цюй является одним из авторов ранней версии китайского латинизированного алфавита. Ему принадлежат переводы произведений русской классической и советской литературы. Его перевод «Интернационала» до сих пор используется в качестве гимна КПК. Входит в официальный список «100 величайших деятелей нового Китая», разработанный китайским правительством в 2009 году.

## Семья
Цюй был женат два раза.

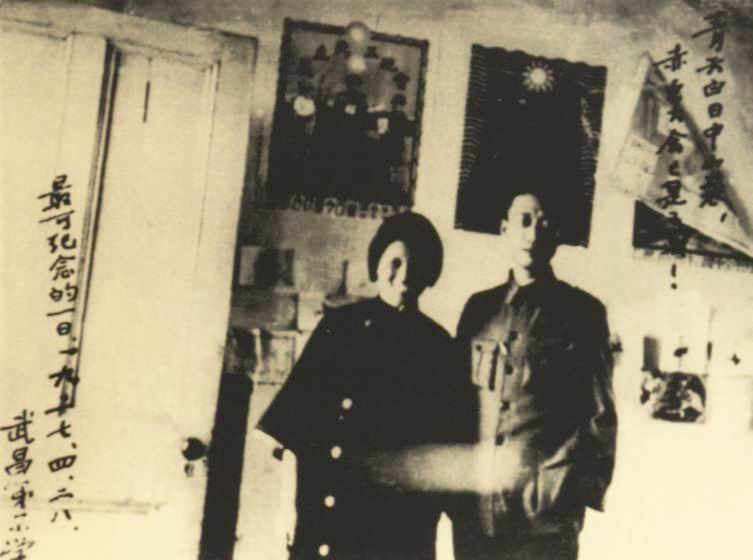
Цюй Цюбо и Ян Чжихуа (1927 год)

- Первая жена — Ван Цзяньхун, родом из провинции Хунань. Познакомилась с Цюем во время учёбы в Шанхайском университете. Поженились в январе 1924 года. В июле этого же года умерла от туберкулёза.
- Вторая жена — Ян Чжихуа, уроженка провинции Чжэцзян. Также была одной из студенток Цюя Цюбо в Шанхайском университете. Вышла замуж за Цюя после развода со своим первым мужем Шэнем Динъи, известным китайским революционером. От первого брака имела дочь — Цюй Дуи. 7 ноября 1924 года в Шанхае прошла скромная церемония бракосочетания Цюй Цюбо и Ян Чжихуа. После смерти Цюя в 1935 году по договорённости с руководством СССР уехала в Москву, где училась в Коммунистическом университете трудящихся Востока. После начала Великой Отечественной войны в 1941 году вместе с дочерью вернулась в Китай. В Синьцзяне была задержана властями и провела под арестом четыре года. После образования КНР в 1949 году работала на разных должностях в общественных организациях. Была заместителем председателя Всекитайской федерации женщин, членом парткома и начальником отдела по делам женщин Национальной федерации профсоюзов Китая. Была осуждена во время Культурной революции и многие годы провела в тюрьме. Умерла в Пекине 20 октября 1973 года.

Цюй воспитывал дочь Ян Чжихуа от первого брака.
- Приёмная дочь — Цюй Дуи, родилась в ноябре 1921 года. Долгое время жила в СССР, где окончила школу. В 1949 году стала журналисткой информационного агентства «Синьхуа». В  1950 году организует открытие в Москве отделения Синьхуа в Советском Союзе, где работает до 1957 года. Затем возвращается в Китай, работает в Китайской академии сельскохозяйственных наук. С 1978 года до выхода на пенсию в 1982 году работала редактором и переводчиком международного отдела Синьхуа.